# Thelypteris robinsonii
Thelypteris robinsonii là một loài thực vật có mạch trong họ Thelypteridaceae. Loài này được (Ridl.) Ching miêu tả khoa học đầu tiên năm 1941.